# Cantó de Rennes-Est
El cantó de Rennes-Est (bretó Kanton Roazhon-Reter) és una divisió administrativa francesa situat al departament d'Ille i Vilaine a la regió de Bretanya.

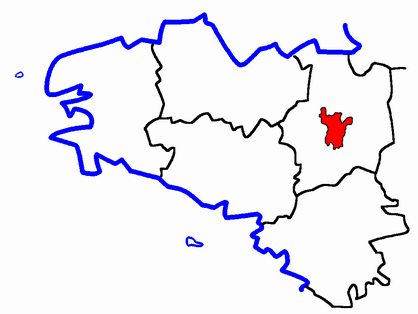
Situació del cantó

## Composició
El cantó aplega la comuna de Rennes, fraccions de Longchamps, de Beaulieu i Jeanne d'Arc. Limta a l'est amb comuna de Cesson i al sud amb el riu Vilaine.

## Història
| Data d'elecció                           | Identitat                  | Partit | Qualitat |
| ---------------------------------------- | -------------------------- | ------ | -------- |
| 2004-                                    | Clotilde Tascon-Mennetrier | PS     |          |
| les dades anteriors no són pas conegudes |                            |        |          |
|                                          |                            |        |          |